# Тхуантхьен
Тхуантхьен (вьет. Thuận Thiên, тьы-ном 順天, Воля Небес) — мифический меч императора Ле Лоя, освободившего Вьетнам от минских захватчиков в результате десятилетней войны с 1418 по 1428 год. Ле Лой провозгласил себя монархом и основал династию Ле. Согласно легенде, в мече была сосредоточена волшебная сила, благодаря которой Ле Лой вырос в великана.

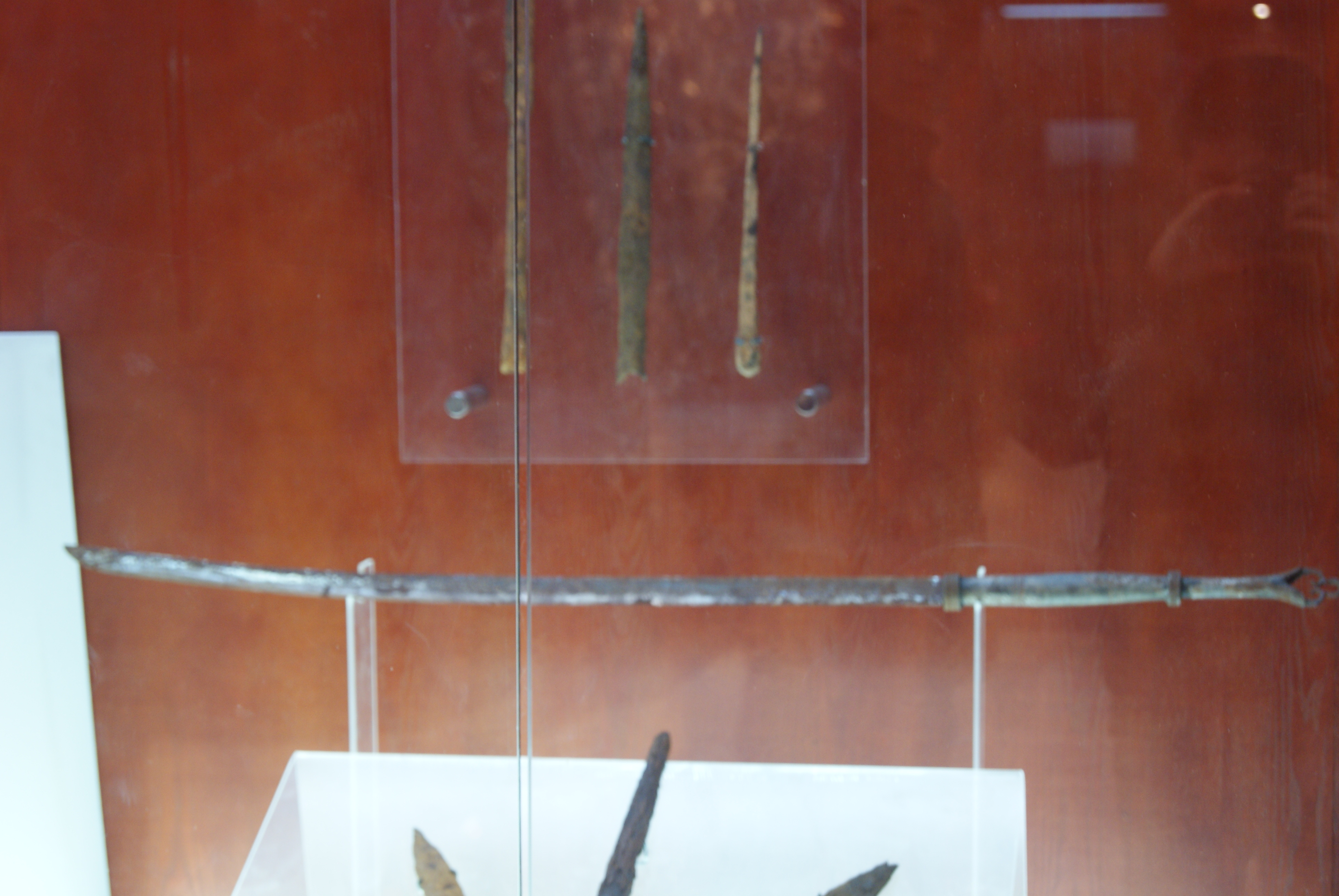
Односторонний изогнутый меч XV века

Легенда о мече, вероятно, использовалась для легитимации Ле на троне, а меч символизировал Небесный мандат.

## Легенда

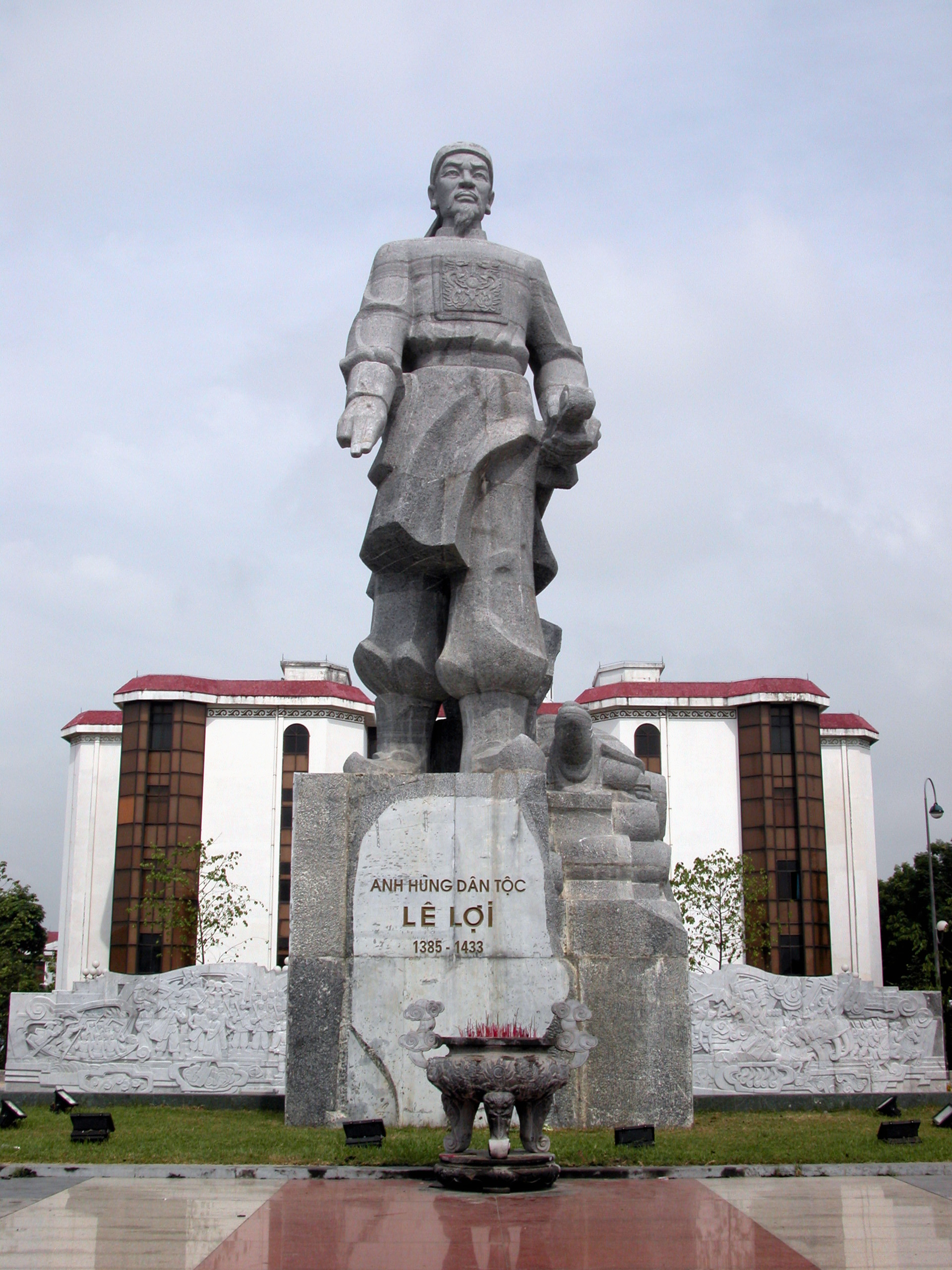
Ле Лой с мечом

Нгуен Чай пишет в книге «Деяния государя из Ламшона»:
«В годы борьбы с китайскими оккупантами в Тханьхоа рыбак по имени Ле Тхан (Lê Thận) выловил железный клинок. Он решил выкинуть его обратно в море, но, закинув невод второй раз, увидел лезвие в нём снова. То же повторилось снова. Поймав лезвие третий раз, рыбак присмотрелся к нему и понял, что это часть меча. Он принёс его домой и положил в углу дома.
Через несколько лет Ле Тхан присоединился к армии повстанцев, где стал быстро подниматься по карьерной лестнице. Через некоторое время генерал Ле Лой посетил тёмный дом Ле Тхана, куда проникало недостаточно света. Однако в присутствии Ле Лоя лезвие испустило сияние, а, когда генерал взял клинок в руки, на нём проступили слова „тхуан тхьен“ (воля Небес). Ле Лой забрал меч с собой.
В другой раз Ле Лой заметил свечение в ветвях баньяна. Приблизившись, он обнаружил украшенную драгоценными камнями рукоять. Ле Лой вложил клинок в рукоять, они идеально подошли друг к другу. Ле Лой посчитал это знаком небес, и действительно: меч приносил ему победу за победой, и в итоге помог освободить Дайвьет от китайцев.

Через год после победы Ле Лой плыл по озеру в драгонботе. На середине озера гигантская черепаха с золотым панцирем поднялась из воды и поплыла к лодке императора. Меч, находившийся на поясе Ле Лоя, стал двигаться сам по себе. Черепаха человеческим голосом попросила Ле Лоя вернуть меч Королю-Дракону. Ле Лой понял, что этот меч был получен во временное пользование, и пришло время отдать его. Получив меч, черепаха мгновенно ушла под воду. В честь этого события озеро получило название „Хоанкьем“, Озеро Возвращённого меча»
.